# ۷۳۲ (قمری)
۷۳۲ (قمری)، هفتصد و سی و دومین سال در گاهشماری هجری قمری است. اول محرم این سال برابر با دوازدهم اکتبر سال ۱۳۳۱ میلادی است.

## وابسته
- مرینیان